# How Sharper Than a Serpent's Tooth
"How Sharper Than a Serpent's Tooth" és el cinquè i penúltim episodi de la segona temporada de la sèrie de televisió animada de ciència-ficció americana Star Trek, el 21è episodi en total. Es va emetre per primera vegada a la programació de l'NBC dissabte al matí el 5 d'octubre de 1974 i va ser escrit per Russell Bates i David Wise.
El títol prové de l'acte 1, escena 4 de El rei Lear de William Shakespeare: "Quan més agut que la dent d'una serp és tenir un fill desagraït!"
En aquest episodi, la Enterprise ha de lluitar amb una entitat alienígena que exigeix que sigui adorada com a déu.
La sèrie animada va guanyar el Premi Daytime Emmy a la millor sèrie infantil per aquest episodi.

## Argument
En data estel·lar 6063.4, després d'un senyal d'una sonda misteriosa, la nau estel·lar de la Federació Enterprise és immobilitzada per un alienígena el vaixell del qual s'assembla a una serp alada. L'extraterrestre afirma ser Kukulkan, déu dels antics pobles maies i asteques de la Terra. Diu que en realitat és una entitat benèvola i molt longeva que vol que els humans l'adorin, com feien els maies i els asteques. Davant la resistència de la tripulació, els proclama "ingrats".
Kukulkan transporta al Capità Kirk, el cap mèdic Dr. McCoy, l'enginyer en cap Scott i l'ensenya Walking Bear al seu vaixell. Mitjançant l'ús de tecnologia semblant a una holocoberta, Kukulkan els fa creure que es troben al mig d'una ciutat antiga. Kukulkan els adverteix que només apareixerà davant d'ells quan hagin resolt l'enigma de la ciutat.
La ciutat combina les arquitectures de moltes cultures antigues de la Terra: egípcia, asteca, xinesa, etc. Kirk conclou que Kukulkan havia visitat molts dels pobles de la Terra, però cadascun només va prendre una part del que els va ensenyar. Així que cap d'ells va complir mai les instruccions completes per indicar el seu retorn.
Per casualitat, Kirk escala una enorme piràmide al centre de la ciutat. Allà, conclou que el sol activarà el dispositiu de senyalització de Kukulkan. Ordena a Bones i Scotty que girin les grans estàtues amb cap de serp cap a la piràmide. En fer-ho, la llum solar ara enfocada encén el dispositiu de senyalització. Kukulkan respon: "Mira, el meu disseny està complet. Mira'm ara amb els teus propis ulls!"
Kukulkan sí que apareix i resulta ser una serp alada extraterrestre.
La ciutat desapareix, només per fer que el grup s'adoni que mai hi van ser realment. Ara s'adonen que la col·lecció d'animals que veuen davant d'ells en petites "gàbies" de vidre era exactament com van viure la ciutat. Els animals no són conscients d'estar a la nau de Kukulkan, tal com el grup pensava que en realitat es trobaven a una ciutat antiga.
Kukulkan exigeix que els humans l'adorin, tal com ho feien els antics a la Terra. S'enfada quan Kirk explica que la humanitat ha "crescut" i ja no necessita adorar-lo.
Mentrestant, l'oficial científic Spock ha descobert una manera d'alliberar l' Enterprise del raig de Kukulkan i s'allibera. Això també enfada Kukulkan, que exclama que "destrossarà" l' Enterprise. Per aconseguir temps a Spock, Kirk i Bones decideixen alliberar un Capellà Power Cat d'una de les gàbies de vidre de Kukulkan. La distracció funciona, ja que l' Enterprise és capaç d'utilitzar els seus fasers per desactivar la nau de Kukulkan.
Amb el Power Cat amenaçant Kukulkan, Kirk salta cap a l'animal i és capaç de sedar-lo amb una xiringuilla. Kirk torna a intentar enraonar amb Kukulkan, admet que si bé l'extraterrestre va ajudar la humanitat quan ho necessitava, ja no necessiten la seva guia. L'extraterrestre accepta de mala gana i marxa.

## Producció
Russel Bates coneixia l'editora d'històries de la sèrie, D. C. Fontana, a través del productor de Star Trek: La sèrie original Gene L. Coon, sota el qual Bates havia estat aprenent. Fontana va parlar a Bates sobre La sèrie animada, demanant-li que intentés escriure'n alguna cosa. Bates va presentar diverses històries per a la primera temporada de la sèrie, però totes van ser rebutjades. Bates va conèixer David Wise al Clarion Science Fiction Writer's Workshop. Wise va suggerir que un cop acabat el taller col·laboressin per intentar vendre una història per a Star Trek.
Bates era un kiowa, i la història incorporava elements nadius americans.

## Recepció
Aquest episodi va guanyar un premi Daytime Emmy a la millor sèrie infantil d'entreteniment el 1975. Això el va convertir en el primer episodi de Star Trek a guanyar un premi Emmy.